# 1082
Високе Середньовіччя •  Золота доба ісламу •  Реконкіста •  Київська Русь

## Геополітична ситуація
Візантію очолює Олексій I Комнін. Генріх IV є королем Німеччини, а Філіп I — королем Франції.
Апеннінський півострів розділений між численними державами: північ належить Священній Римській імперії, середню частину займає Папська область, південна частина півострова окупована норманами. Деякі міста півночі: Венеція, Генуя, мають статус міст-республік.
Південь Піренейського півострова займають численні емірати, що утворилися після розпаду Кордовського халіфату. Північну частину півострова займають християнські Кастилія, Леон (Астурія, Галісія), Наварра, Арагон та Барселона. Вільгельм Завойовник є королем Англії, Олаф III — королем Норвегії, а Кнуд IV Святий — Данії.
У Київській Русі княжить Всеволод Ярославич, а у Польщі Владислав I Герман. Хорватію очолює Дмитар Звонімир. На чолі королівства Угорщина стоїть Ласло I.
Аббасидський халіфат очолює аль-Муктаді під патронатом сельджуків, які окупували Персію та Малу Азію, в Єгипті владу утримують Фатіміди, у Магрибі панують Альморавіди, у Середній Азії правлять Караханіди, Газневіди втримують частину Індії. У Китаї продовжується правління династії Сун. На півдні Індії домінує Чола. В Японії триває період Хей'ан.

## Події
- Цього або наступного року Олег Святославич повернув собі Тмутаракань.
- Англійський король Вільгельм I Завойовник заарештував свого зведеного брата Одо, єпископа Байо, за звинуваченням у зраді.
- Король Німеччини Генріх IV зробив Готфріда Буйонського герцогом Нижньої Лотарингії.
- Генріх IV увійшов у Рим і домовився з римлянами, що його суперечку з папою римським Григорієм VII вирішить церковний собор.
- Норманський правитель півдня Італії Роберт Гвіскар, стривожений подіями в Римі, повернувся в країну, залишивши на чолі військ на Балканах свого сина Боемунда. Боемунд узяв місто Яніну.
- Візантія утворила союз з Венецією проти норманів. Венеційська республіка отримала право безмитно торгувати та засновувати торгові подвір'я на території імперії.
- Альморавіди захопили місто Алжир.
- Військова кампанія Шень Куо проти тангутів зазнала невдачі, внаслідок чого він потрапив у немилість імператора.